# Mexcaltochintla
Mexcaltochintla är en ort i Mexiko.   Den ligger i kommunen Ajalpan och delstaten Puebla, i den sydöstra delen av landet, 250 km sydost om huvudstaden Mexico City. Mexcaltochintla ligger 2 382 meter över havet och antalet invånare är 699.
Terrängen runt Mexcaltochintla är kuperad norrut, men söderut är den bergig. Runt Mexcaltochintla är det ganska tätbefolkat, med 111 invånare per kvadratkilometer. Närmaste större samhälle är Tecpantzacoalco, 6,2 km norr om Mexcaltochintla. I omgivningarna runt Mexcaltochintla växer i huvudsak blandskog.